# Servidor de jogo
Um servidor de jogo é um servidor que conecta clientes de jogos por meio de uma rede. Ou seja: um servidor de jogos é um programa de computador que conecta outros programas, os jogos que estão nos computadores dos diferentes jogadores. É um tipo de "provedor de serviços". Jogos aqui significam jogos que são executados em um computador local e não jogos on-line, como jogos em Flash. Um servidor de jogo é uma parte essencial de um jogo online porque os clientes não podem se encontrar sem um servidor. Geralmente, é necessário um código de ativação ou código de série válido para acessar o servidor. Se um cliente quiser jogar online, ele deve primeiro pedir permissão ao servidor. Essa primeira mensagem geralmente lista um número fixo de coisas: nome de usuário, senha, endereço de IP, país, fuso horário, código de ativação e possivelmente o host. Depois que o servidor aceita a solicitação, uma conexão é estabelecida. Isso significa que o tráfego não será interrompido, a menos que um dos dois perca a conexão. É feita uma distinção entre dois tipos de servidores, de jogo, e de jogo de conexão.

## Servidor de jogo de conexão
Este servidor recebe solicitações dos clientes e conecta o cliente a outros jogadores. Depois disso, a tarefa do servidor do jogo geralmente é concluída. Esse tipo de servidor é usado porque os clientes não podem se encontrar sem saber quem eles estão procurando. Essa é a forma mais simples de um servidor de jogos e é amplamente usada em jogos de LAN que passam apenas por uma rede interna (LAN-party).

## Servidor de jogo
Esse tipo de servidor de jogo é muito mais complicado porque o servidor permanece dentro ou ao redor do jogo, mesmo depois de conectar os jogadores, por exemplo, para acompanhar os pontos e salvar isso depois. Esse tipo de servidor de jogo geralmente requer um nome de usuário ou endereço de e-mail e uma senha para jogar. Muitas vezes, um servidor de jogo como esse é vinculado a um banco de dados para armazenar os dados dos jogadores. Isso também exige frequentemente um código de ativação que é verificado pelo servidor do jogo para evitar pirataria. Este servidor de jogos é frequentemente usado para jogos pela Internet para várias plataformas (Xbox Live, PlayStation Network e WiiWare) e uma conexão de banda larga também é necessária.
Alguns jogos que usam esse tipo de servidor de jogos:
- Call of Duty
- Halo 3
- World of Warcraft
- Silkroad Online
- Minecraft
- Battlefield